# شعب قريع (العدين)

تعديل مصدري - تعديل

شعب قريع محلة تابعة لقرية المعدوف، التابعة لعزلة خباز بمديرية العدين إحدى مديريات محافظة إب في الجمهورية اليمنية.، بلغ تعداد سكانها 39 حسب تعداد اليمن لعام 2004.